# Mason Gamble
Mason Wilson Gamble (ur. 16 stycznia 1986 w Chicago) – amerykański aktor filmowy i telewizyjny, były aktor dziecięcy. Wystąpił m.in. w tytułowej roli w filmie Dennis Rozrabiaka z 1993 roku i w roli Dirka Gallowaya w filmie Rushmore.
Wystąpił również w takich filmach jak Szklanką po łapkach, Zły wpływ księżyca, Gattaca i Arlington Road. Do jego występów telewizyjnych należą udziały w takich serialach jak Zdarzyło się jutro, Ostry dyżur, Anya's Bell, Kate Brasher, Krok od domu i CSI: Kryminalne zagadki Miami. W 2010 roku zerwał z zawodem aktora.

## Wybrana filmografia

### Filmy
- 1993: Dennis Rozrabiaka – Dennis Mitchell
- 1996: Szklanką po łapkach – McCluckey
- 1996: Zły wpływ księżyca – Brett
- 1997: Gattaca – szok przyszłości – Vincent Freeman
- 1998: Rushmore – Dirk Galloway
- 1999: Arlington Road – Brady Lang

### Seriale
- 1996: Zdarzyło się jutro – Bryce Porter
- 1997: Ostry dyżur – Robert Potter
- 2005: Krok od domu – Derrick Adler
- 2006: CSI: Kryminalne zagadki Miami – Scott Satlin